# وکیل من، آقای جو
وکیل من، آقای جو (انگلیسی: My Lawyer, Mr. Jo; کره‌ای: 동네변호사 조들호) یک مجموعه تلویزیونی محصول کره جنوبی سال ۲۰۱۶ با بازی پارک شین یانگ، کانگ سو را، ریو سو یونگ و پارک سول می است. این مجموعه بر پایه وب‌تونی با همین نام اثر کیم یانگ سو است. این مجموعه از ۲۸ مارس تا ۳۱ مه ۲۰۱۶ از کی‌بی‌اس۲ پخش شد.

## بازیگران

### اصلی
- پارک شین یانگ در نقش جو دول هو
- کانگ سو را در نقش لی اون جو
- ریو سو یونگ در نقش شین جی ووک
- پارک سول می در نقش جانگ هه کیونگ
- کیم کاپ سو در نقش شین یونگ ایل